# Краус, Георг
Георг Краус (нем. Georg Kraus, 30 июля 1965, Фридрихсхафен, Баден-Вюртемберг, Германия) — немецкий писатель, почётный профессор Клаустальского технического университета, консультант по менеджменту, управлению изменениями, лидерству и управлению проектами, основатель консалтинговой фирмы Dr. Kraus & Partner.
После окончания средней школы Lycée Kléber (Страсбург), Краус поступил в Технологический институт Карлсруэ, где получил высшее образование по специальности инженерный менеджмент и защитил докторскую диссертацию. В 1987 году он начал работать внутренним консультантом по стратегии и проектному менеджменту в компании Daimler (докторская диссертация Крауса была посвящена теме удовлетвореннию от работы в автомобильной индустрии). В том же году он основал собственную консалтинговую компанию Dr. Kraus & Partner.
Краус начал преподавать менеджмент в 1994 году в Технологическом институте Карлсруэ. В 1995 году он вместе с Рейнальдом Вестерманном (Reinhold Westermann), опубликовал учебник по проектному менеджменту «Система проектного менеджмента», который стал основным учебником по этой специальности в Германии и переиздавался 5 раз. В 2004 году Краус вместе с Кристель Бекер-Колле (Christel Becker-Kolle) и Томасом Фишером (Thomas Fischer) написал популярный учебник по управлению изменениями.
Краус также преподавал в университете IAE Aix-en-Provence (с 2004 года), в Клаустальском техническом университете (с 2005 года)  и в бизнес-школе St. Galler Business School (c 2007 года). В 2015 году он удостоился звания почётного профессора факультета энергии и экономики Клаустальского технического университета. Во время работы в университете IAE Aix-en-Provence Краус инициировал проведение Европейского форума по изменениям (European Change Forum), который проводится регулярно с 2012 года.
Краус поддерживает начинающих предпринимателей и молодых студентов через платформу микрокредитования Kiva и состоит в совете попечителей благотворительного фонда Heinrich Pesch.

## Избранные книги
- Kraus, Georg; Westermann, Reinhold. Projektmanagement mit System (нем.). — Gabler Verlag[англ.], 1995. — ISBN 978-3-322-84144-5. — doi:10.1007/978-3-322-84144-5.
- Kraus, Georg. Einfluß des angewandten Projektmanagements auf die Arbeitszufriedenheit der in einer Projektorganisation integrierten Mitarbeiter (нем.). — Peter Lang Verlag, 1996. — ISBN 978-3-631-49262-8.
- Kraus, Georg. Mit Projektmanagement zum Erfolg: ein kleines Handbuch für Berater (нем.). — RKW Verlag, 2002. — ISBN 978-3-89644-177-5.
- Kraus, Georg; Becker-Kolle, Christel; Fischer, Thomas. Handbuch Change-Management (нем.). — Cornelsen, 2004. — ISBN 978-3-589-23651-0.
- Kraus, Georg; Becker-Kolle, Christel. Führen in Krisenzeiten: Managementfehler vermeiden, schnell und entschieden handeln (нем.). — Gabler, 2004. — ISBN 978-3-409-12448-5.
- Kraus, Georg. Managementbegriffe (нем.). — Haufe, 2005. — ISBN 978-3-448-06545-9.
- Kraus, Georg; Einecker, Berndt; Franke, Michael. Wirtschaftsjargon und Akronyme: Kommunikation in der Post-New-Economy (нем.). — K-Verlag, 2006. — ISBN 978-3-00-019536-5.
- Nöllke, Matthias; Zielke, Christian; Kraus, Georg. Praxiswissen Management (нем.). — Haufe Verlag, 2015. — ISBN 978-3-648-07014-7.